# Lâu đài Bavorov
Bavorov là một lâu đài không còn tồn tại, nằm ở rìa đông nam của thị trấn cùng tên ở vùng Nam Bohemian. Lâu đài được hình thành cùng với thành phố vào cuối thế kỷ thứ 13 và biến mất khoảng một trăm năm sau đó.

## Lịch sử
Lâu đài Bavorov được xây dựng bởi Bavor III của Strakonice vào khoảng những năm 1290. Sau khi Bavor qua đời, anh trai ông là Vilém của Strakonice đã được thừa kế mọi tài sản, tuy nhiên chủ sở hữu thực sự của tòa lâu đài vẫn là người vợ góa Markéta của Rožmberk của Bavor. Về sau, Peter I của Rosenberg đã mua lại tòa lâu đài từ tay của bà.
Tòa lâu đài được nhắc đến bằng văn bản lần đầu tiên là vào năm 1334, khi vua Johann của Bohemia đã từ bỏ quyền sung công tài sản của Bavor. Theo nhà sử học Tomáš Durdík, nhà Rosenberg đã không chiếm được tòa lâu đài này cho đến năm 1351. Sau khi lâu đài Helfenburk được xây dựng ở gần đó, Bavorov dần mất đi chức năng vốn có, dần lụi tàn và biến mất.
Sự tồn tại của tòa lâu đài chỉ được nhắc đến bằng tên địa phương Hradiště xuất hiện lần đầu tiên vào năm 1519.